# Red Bull Records
Red Bull Records è un'etichetta discografica statunitense nata nel 2007 dall'idea dell'azienda produttrice di bibite energetiche Red Bull di finanziare la costruzione di uno studio discografico a Santa Monica, California. Ha sedi a Los Angeles, Londra e New York. Sin dalla sua fondazione, Red Bull Records ha ospitato artisti e band come Awolnation, Twin Atlantic e Beartooth. 